# 6 maja
6 maja jest 126. (w latach przestępnych 127.) dniem w kalendarzu gregoriańskim. Do końca roku pozostaje 239 dni.

## Święta
- Imieniny obchodzą: Bartłomiej, Benedykta, Domagniew, Edbert, Ewodia, Ewodiusz, Filip, Franciszek, Jakub, Jan, Judyta, Jurand, Miłodrog, Placyd i Teodot.
- Unia Europejska – Europejski Dzień Bezpieczeństwa Ruchu Drogowego
- Bułgaria:
  - Dzień św. Georga (Dzień św. Jerzego w rocznicę jego śmierci, tj. 23 kwietnia/6 maja[1] według liturgii Cerkwi prawosławnej)
  - Święto Armii
- Gabon, Liban, Syria – Dzień Męczenników
- Fidżi – Narodowy Dzień Młodzieży
- Watykan – Święto Gwardii Szwajcarskiej
- Kościół Starokatolicki Mariawitów w RP – wspomnienie św. Jana Apostoła w oleju[2]
- Wspomnienia i święta w Kościele katolickim[3][4] obchodzą:
  - bł. Anna Róża Gattorno (zakonnica)
  - św. Ewodiusz (biskup Antiochii)
  - św. Filip i Jakub Młodszy (apostołowie)
  - św. Franciszek de Montmorency-Laval (biskup Quebecu)
  - bł. Maria Caterina Troiani (zakonnica)
  - św. Piotr Nolasco (mercedariusz) (lokalnie 25 grudnia)
  - św. Weneriusz z Mediolanu (biskup)

## Wydarzenia w Polsce
- 1170 – Książę Mieszko III Stary i biskup Radwan założyli przytułek dla wędrowców i pątników przy kościele św. Michała w Poznaniu.
- 1277 – Trzebiatów uzyskał prawa miejskie.
- 1439 – W bitwie pod Grotnikami armia królewska rozgromiła polskich husytów pod wodzą Spytka z Melsztyna.
- 1499 – W Krakowie podpisano akt unii krakowsko-wileńskiej.
- 1543 – Odbył się ślub króla Zygmunta II Augusta z Elżbietą Habsburżanką.
- 1589 – Król Zygmunt III Waza nadał Prużanom prawo magdeburskie i herb miejski.
- 1710 – Założono Wyższe Seminarium Duchowne w Płocku.
- 1737 – Antoni Sebastian Dembowski został mianowany biskupem płockim, a Mikołaj Gerard Wyżycki arcybiskupem metropolitą lwowskim.
- 1789 – Wybuchł największy pożar w historii Cieszyna.
- 1801 – W Wilnie otwarto Cmentarz Na Rossie.
- 1820 – Tomasz Zan założył w Wilnie Towarzystwo Przyjaciół Pożytecznej Zabawy.
- 1863 – Powstanie styczniowe: zwycięstwo powstańców w bitwie pod Kobylanką.
- 1925 – W strzelaninie w gimnazjum w Wilnie zginęło 5 osób, a 9 zostało rannych.
- 1928 – Wszedł do służby szkuner szkolny ORP „Iskra”.
- 1943:
  - Gestapo aresztowało pierwszego naczelnika Szarych Szeregów Floriana Marciniaka.
  - Oddział AK dokonał masakry ukraińskiej ludności we wsi Mołożów na Lubelszczyźnie, w odwecie za niemiecką akcję Ukraineraktion.
- 1944:
  - Pod Graużyszkami oddziały Okręgu Wileńskiego AK stoczyły zwycięską bitwę z oddziałami litewskiego korpusu gen. Povilasa Plechavičiusa.
  - W Warszawie dokonano nieudanego zamachu na SS-Sturmbannführera Waltera Stamma. W walce poległo ośmiu żołnierzy oddziału AK „Agat”.
- 1945:
  - Krajowa Rada Narodowa wydała ustawę konstytucyjną uchylającą Statut Organiczny Województwa Śląskiego, likwidując autonomię Województwa Śląskiego.
  - Skapitulował Wrocław (Festung Breslau), jedna z ostatnich twierdz III Rzeszy.
- 1968 – Na Kasprowym Wierchu zanotowano najwyższą (stan na 2017 r.) prędkość wiatru: ok. 288 km/h[5].
- 1969 – Przy PAN powołano Komitet Badań i Prognoz „Polska 2000”.
- 1972 – Oddano do użytku Tor kolarski „Nowe Dynasy“ w Warszawie.
- 1974 – Premiera filmu wojennego Zwycięstwo w reżyserii Jerzego Passendorfera.
- 1985 – Premiera komedii kryminalnej Vabank II, czyli riposta w reżyserii Juliusza Machulskiego.
- 1990 – Premiera filmu biograficznego Korczak w reżyserii Andrzeja Wajdy.
- 2009 – U 58-letniej mieszkanki Tarnobrzega, która powróciła z USA, potwierdzono pierwszy w kraju przypadek zarażenia wirusem świńskiej grypy.
- 2015 – Prezydent RP Bronisław Komorowski odsłonił pomnik Ignacego Jana Paderewskiego w Poznaniu.

## Wydarzenia na świecie

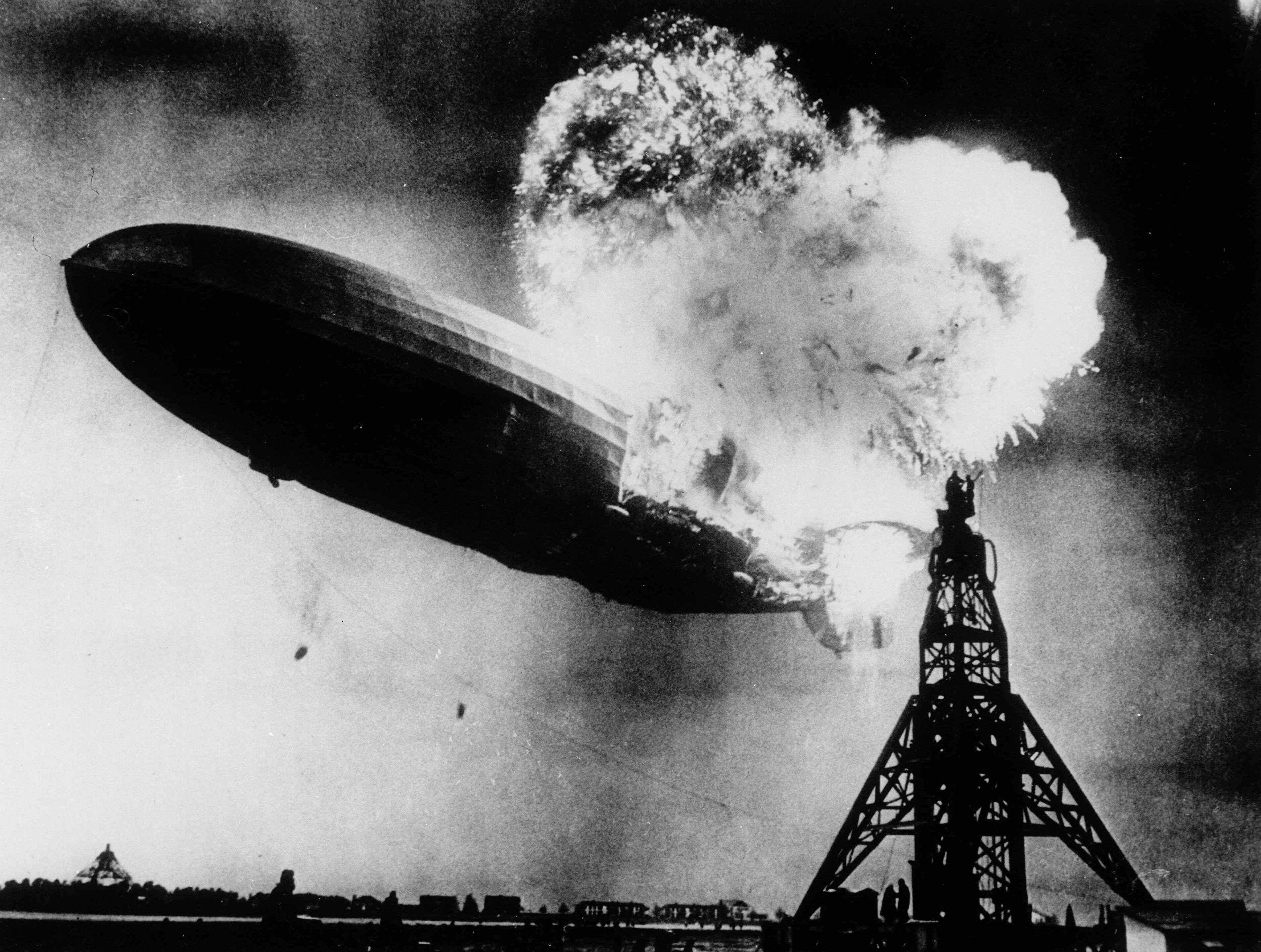
Katastrofa sterowca Hindenburg – 1937

- 1104 – Krzyżowcy rozpoczęli oblężenie Akki.
- 1191 – III wyprawa krzyżowa: król Anglii Ryszard Lwie Serce wpłynął do portu Limassol w celu odzyskania złota pochodzącego z jednego z zatopionych statków jego flotylli, które zostało przejęte przez władcę Cypru Izaaka Komnena.
- 1210 – Spłonęła doszczętnie katedra we francuskim Reims.
- 1211 – Wmurowano kamień węgielny pod budowę nowej katedry w Reims.
- 1250 – VI wyprawa krzyżowa: po zapłaceniu ogromnego okupu król Francji Ludwik IX Święty został zwolniony z niewoli egipskiej.
- 1299 – Wojska sułtana Maroka Abu Jakuba Jusufa rozpoczęły 8-letnie oblężenie Tilimsan, stolicy kraju Abdalwadydów w dzisiejszej Algierii.
- 1312 – Odbyła się ostatnia sesja soboru w Vienne.
- 1434 – Wielki książę litewski Zygmunt Kiejstutowicz nadał przywilej zrównujący w prawach bojarów litewskich i ruskich.
- 1438 – Król Niemiec Albrecht II Habsburg został królem Czech (jako Albrecht I).
- 1447 – Król Portugalii Alfons V Afrykańczyk ożenił się z Izabelą de Coimbra.
- 1476 – Książę Burgundii Karol Zuchwały podpisał kontrakt małżeński swej córki Marii z późniejszym cesarzem Maksymilianem Habsburgiem.
- 1527 – Niemiecko-hiszpańskie wojska cesarza Karola V Habsburga zdobyły i rozpoczęły plądrowanie Rzymu. Spośród chroniących papieża Klemensa VII 189 szwajcarskich gwardzistów poległo 127 (Sacco di Roma).
- 1529 – Władca Mogołów Babur pokonał wojska afgańsko-bengalskie w bitwie pod Gogrą.
- 1536 – Inkowie pod wodzą dotychczasowego marionetkowego króla Manco Inca rozpoczęli oblężenie hiszpańskiego garnizonu w Cuzco.
- 1576 – W trakcie wojen religijnych we Francji podpisano traktat z Beaulieu.
- 1622 – Wojna trzydziestoletnia: wojska austriackie i Ligi Katolickiej pokonały wojska protestanckie w bitwie pod Wimpfen.
- 1642 – Portugalski jezuita i misjonarz Franciszek Ksawery po 13-miesięcznej podróży dotarł do Goa w Indiach.
- 1682 – Siedziba króla Francji Ludwika XIV została przeniesiona do Wersalu.
- 1686 – W Moskwie podpisano tzw. traktat Grzymułtowskiego utrwalający warunki rozejmu andruszowskiego, kończącego IV wojnę polsko-rosyjską.
- 1687 – Higashiyama został cesarzem Japonii.
- 1689 – Wojna irlandzka: miała miejsce bitwa o Wzgórze Wiatraczne.
- 1757 – Wojna siedmioletnia: zwycięstwo wojsk pruskich nad austriackimi w bitwie pod Pragą.
- 1782 – W Bangkoku rozpoczęto budowę Wielkiego Pałacu Królewskiego.
- 1801 – Załoga brytyjskiego okrętu HMS „Speedy” zaatakowała i zdobyła na Morzu Śródziemnym większy i mocniej uzbrojony hiszpański „El Gamo”.
- 1809 – Wojna na Półwyspie Iberyjskim: wojska francuskie rozpoczęły oblężenie hiszpańskiej Girony.
- 1816:
  - W Królestwie Prus wprowadzono tzw. pruski system miar.
  - W Nowym Jorku założono Amerykańskie Towarzystwo Biblijne.
- 1829 – Wiedeński budowniczy fortepianów i organów Cyrill Demian oraz jego synowie Karl i Guido złożyli wniosek o opatentowanie akordeonu.
- 1833 – Prezydent USA Andrew Jackson został uderzony przez osobnika, który wtargnął do jego kabiny podczas rejsu parowcem po rzece Potomak.
- 1835 – Ukazało się pierwsze wydanie dziennika „New York Herald“.
- 1840 – W Wielkiej Brytanii w obiegu oficjalnym pojawił się pierwszy znaczek pocztowy (tzw. Penny Black).
- 1848 – Wojna austriacko-piemoncka: zwycięstwo wojsk piemonckich w bitwie pod Santa Lucia.
- 1851 – Amerykanin John Gorrie opatentował maszynę do produkcji sztucznego lodu.
- 1854 – Po fiasku swej opery Traviata Giuseppe Verdi wystawił w weneckim Teatro San Benedetto jej nieznacznie zmienioną wersję pod nowym tytułem Violetta, tym razem odnosząc sukces.
- 1861 – Wojna secesyjna: Arkansas wystąpił z Unii.
- 1863 – Wojna secesyjna: zwycięstwem wojsk konfederackich zakończyła się bitwa pod Chancellorsville (Wirginia).
- 1864 – Wojna secesyjna: zakończyła się nierozstrzygnięta bitwa w dziczy (Wirginia).
- 1889 – W Paryżu rozpoczęła się Wystawa Światowa. Wybudowana z tej okazji Wieża Eiffla została oficjalnie udostępniona publiczności.
- 1891 – Masayoshi Matsukata został premierem Japonii.
- 1897 – W Wenecji odbyła się premiera opery Cyganeria Rugiera Leoncavalla.
- 1901 – W Dreźnie uruchomiono najstarszą na świecie kolej podwieszaną.
- 1902 – W czasie cyklonu zatonął w delcie rzeki Irawadi w Birmie brytyjski statek pasażerski „Camorta”, w wyniku czego zginęło 739 osób.
- 1905 – Federico Reichert dokonał pierwszego wejścia na szczyt stratowulkanu Socompa na granicy chilijsko-argentyńskiej (6051 m).
- 1910 – Jerzy V został królem Zjednoczonego Królestwa Wielkiej Brytanii i Irlandii.
- 1917 – José Gutiérrez Guerra wygrał wybory prezydenckie w Boliwii.
- 1919 – Wybuchła III wojna brytyjsko-afgańska.
- 1920 – Wyprawa kijowska: po przeprowadzonej mobilizacji bolszewicy wysłali na Naddnieprze 120 tys. żołnierzy.
- 1927 – Premiera filmu niemego Siódme niebo w reżyserii Franka Borzage.
- 1929 – W Kownie dokonano próby zamachu na premiera Litwy Augustinasa Voldemarasa.
- 1930:
  - Dokonano oblotu samolotu pocztowo-pasażerskiego Boeing Monomail.
  - Około 2,5 tys. osób zginęło w trzęsieniu ziemi w mieście Salmas w północno-zachodnim Iranie.
- 1932 – Prezydent Francji Paul Doumer został postrzelony na targach książek w Paryżu przez rosyjskiego emigranta Paula Gorguloffa, w wyniku czego zmarł następnego dnia w szpitalu.
- 1937:
  - Niemiecki sterowiec „Hindenburg“ spłonął podczas cumowania na lotnisku w Lakehurst w amerykańskim stanie New Jersey. Zginęło 13 pasażerów i 22 członków załogi oraz główny członek załogi naziemnej, kapitan Ernst Lehmann.
  - W Londynie otwarto Chelsea Bridge.
- 1940 – Amerykański pisarz John Steinbeck otrzymał Nagrodę Pulitzera za powieść Grona gniewu.
- 1941:
  - Dokonano oblotu amerykańskiego samolotu myśliwsko-szturmowego Republic P-47 Thunderbolt.
  - Józef Stalin został szefem rządu ZSRR, zastępując Wiaczesława Mołotowa.
- 1942 – Wojna na Pacyfiku: zwycięstwo Japończyków w bitwie o wyspę Corregidor na Filipinach.
- 1945 – Dowódca 1. Dywizji Pancernej gen. Stanisław Maczek przyjął w porcie wojennym Wilhelmshaven kapitulację dowództwa bazy Kriegsmarine.
- 1949 – Uruchomiono pierwszy program na amerykańskim komputerze EDSAC.
- 1950 – W torfowisku koło duńskiego Silkeborga znaleziono zmumifikowane ciało tzw. „Człowieka z Tollund“.
- 1953 – John H. Gibbon i Clarence Lillihei przeprowadzili w klinice w Filadelfii pierwszą operację serca z zastosowaniem aparatury podtrzymującej krążenie.
- 1954 – Brytyjczyk Roger Bannister ustanowił rekord świata w biegu na milę (1609 metrów), po raz pierwszy uzyskując czas poniżej 4 minut (3:59,4 s).
- 1960:
  - Brytyjska księżniczka Małgorzata poślubiła fotografa Antony’ego Armstronga-Jonesa.
  - Hiszpański komunista i agent NKWD Ramón Mercader, który w 1940 roku zamordował Lwa Trockiego, został zwolniony z meksykańskiego więzienia po czym wyjechał na Kubę.
- 1962:
  - Antonio Segni został wybrany na urząd prezydenta Włoch.
  - Marcin de Porrès został kanonizowany przez papieża Jana XXIII.
  - Operacja „Frigate Bird”: okręt podwodny USS „Ethan Allen” po raz pierwszy i jedyny w historii przeprowadził pełny test amerykańskiego systemu balistycznego Polaris.
- 1963 – Szwajcaria została przyjęta do Rady Europy.
- 1966:
  - Brytyjscy seryjni mordercy Ian Brady i Myra Hindley zostali skazani na kary dożywotniego pozbawienia wolności.
  - Założono Stockholm International Peace Research Institute.
- 1969 – W Londynie podpisano Europejską konwencję o ochronie dziedzictwa archeologicznego.
- 1970 – Japończyk Yūichirō Miura jako pierwszy w historii zjechał na nartach z Mount Everest.
- 1971 – Grecja i Albania wznowiły stosunki dyplomatyczne.
- 1974:
  - Kanclerz RFN Willy Brandt podał się do dymisji po wykryciu w jego urzędzie wschodnioniemieckiego szpiega.
  - Założono portugalską Partię Socjaldemokratyczną (PSD).
- 1976 – 989 osób zginęło w trzęsieniu ziemi w regionie Friuli we Włoszech.
- 1983 – Założono chilijski klub piłkarski Deportes Puerto Montt.
- 1984 – Papież Jan Paweł II kanonizował w Seulu 103 męczenników koreańskich.
- 1985 – Murmańsk i Smoleńsk otrzymały tytuły Miast Bohaterów.
- 1989 – W Lozannie odbył się 34. Konkurs Piosenki Eurowizji.
- 1990 – Jan Paweł II rozpoczął wizytę w Meksyku.
- 1991 – Powstała grupa akrobacyjna rosyjskich sił powietrznych „Jerzyki”.
- 1994 – Otwarto Eurotunel łączący Wielką Brytanię z kontynentem europejskim.
- 1998 – Wybuchła wojna erytrejsko-etiopska.
- 1999:
  - Odbyły się pierwsze wybory do Parlamentu Szkockiego i Walijskiego Zgromadzenia Narodowego.
  - W Niemczech pierwsza para homoseksualna zawarła związek partnerski.
- 2000 – Nad Beskidem Śląskim i północnymi Morawami przeleciał, a następnie eksplodował w atmosferze dzienny bolid.
- 2001 – Przebywający w Damaszku Jan Paweł II jako pierwszy papież odwiedził meczet.
- 2002:
  - Marc Ravalomanana został prezydentem Madagaskaru.
  - W trakcie trwającej kampanii przedwyborczej Volkert van der Graaf zastrzelił w Hilversum Pima Fortuyna, przewodniczącego populistycznej Listy Pima Fortuyna (LPF).
- 2004 – Gruzja odzyskała kontrolę nad prowincją Adżaria po ucieczce do Rosji miejscowego watażki Asłana Abaszydze.
- 2007:
  - W II turze wyborów prezydenckich we Francji Nicolas Sarkozy pokonał Ségolène Royal.
  - W katastrofie francuskiego samolotu wojskowego na Synaju zginęło 9 osób.
- 2009 – Jacob Zuma został wybrany przez parlament na urząd prezydenta RPA.
- 2010 – W Wielkiej Brytanii odbyły się wybory parlamentarne, zakończone wyłonieniem tzw. zawieszonego parlamentu.
- 2012 – François Hollande wygrał wybory prezydenckie we Francji, pokonując w II turze urzędującego prezydenta Nicolasa Sarkozy’ego.
- 2017 – W Brukseli otwarto Dom Historii Europejskiej.
- 2022 – W wyniku wybuchu gazu w hotelu „Saratoga” w Hawanie zginęło 47 osób, a 52 zostały ranne.
- 2023 – Odbyła się koronacja króla Karola III i jego małżonki Kamili.
- 2024 – Sędzia WSA w Warszawie Tomasz Szmydt wystąpił o udzielenie mu azylu politycznego na Białorusi.

## Urodzili się
- 973 (lub 978) – Henryk II Święty, cesarz rzymsko-niemiecki (zm. 1024)
- 1405 – Skanderbeg, albański przywódca, powstaniec, bohater narodowy (zm. 1468)
- 1464 – Zofia Jagiellonka, królewna polska, księżniczka litewska, margrabina brandenburska na Ansbach i Bayreuth (zm. 1512)
- 1493 – Girolamo Seripando, włoski duchowny katolicki, arcybiskup Salerno, generał zakonu augustianów, kardynał (zm. 1563)
- 1501 – Marceli II, papież (zm. 1555)
- 1562 – Pietro Bernini, włoski rzeźbiarz (zm. 1629)
- 1612 – Jakub Michałowski, polski szlachcic, sędzia trybunału lubelskiego, dworzanin, kasztelan bielecki, bibliofil (zm. 1663)
- 1635 – Johann Joachim Becher, niemiecki chemik, fizyk (zm. 1682)
- 1636 – Laura Mancini, francuska arystokratka pochodzenia włoskiego (zm. 1657)
- 1668:
  - Adolf Magnus Hoym, saski i polski polityk, przedsiębiorca (zm. 1723)
  - Alain-René Lesage, francuski prozaik, dramaturg (zm. 1747)
- 1680 – Jean-Baptiste Stuck, włosko-francuski kompozytor, wiolonczelista (zm. 1755)
- 1713 – Charles Batteux, francuski filozof, estetyk, tłumacz (zm. 1780)
- 1715 – Frederik Løvenørn, duński arystokrata, dowódca wojskowy (zm. 1779)
- 1738 – John Sloss Hobart, amerykański polityk, senator (zm. 1805)
- 1742 – Jean Senebier, szwajcarski fizjolog roślin (zm. 1809)
- 1747 – Jerzy I, książę Waldeck-Pyrmont (zm. 1813)
- 1758:
  - André Masséna, francuski książę, dowódca wojskowy, marszałek Francji (zm. 1817)
  - Maximilien de Robespierre, francuski adwokat, jeden z przywódców rewolucji francuskiej (zm. 1794)
- 1759 – François Andrieux, francuski dramaturg (zm. 1833)
- 1760 – Robert Hobart, brytyjski arystokrata, polityk (zm. 1816)
- 1761 – Stanisław Bonifacy Jundziłł, polski duchowny katolicki, przyrodnik, pamiętnikarz (zm. 1847)
- 1769:
  - Ferdynand III, wielki książę Toskanii (zm. 1824)
  - Jean Nicolas Pierre Hachette, francuski matematyk, hydrograf, wykładowca akademicki (zm. 1834)
- 1776 – Piotr Wołkoński, rosyjski generał-feldmarszałek (zm. 1852)
- 1777 – Jan Feliks Tarnowski, polski hrabia, historyk, bibliofil, tłumacz, polityk (zm. 1842)
- 1781 – Karl Christian Friedrich Krause, niemiecki filozof (zm. 1832)
- 1785 – Antoni Blank, polski malarz historyczny (zm. 1844)
- 1786 – Ludwig Börne, niemiecki dziennikarz, pisarz (zm. 1837)
- 1790 – Václav Vilém Würfel, czeski kompozytor, pianista, organista (zm. 1832)
- 1801:
  - Philippe Grass, francuski rzeźbiarz (zm. 1876)
  - José Joaquín Pérez, chilijski polityk, prezydent Chile (zm. 1889)
- 1802 – Stanisław Batys Gorski, polski biolog, botanik, entomolog, farmaceuta, wykładowca akademicki (zm. 1864)
- 1809 – Juan Donoso Cortés, hiszpański pisarz, dyplomata (zm. 1853)
- 1813 – Bernhard Afinger, niemiecki rzeźbiarz (zm. 1882)
- 1815 – Eugène Labiche, francuski komediopisarz (zm. 1888)
- 1817 – Victor von Gegerfelt, szwedzki architekt (zm. 1915)
- 1822 – Helena Tichy, czeska zakonnica (zm. 1886)
- 1824 – Iesada Tokugawa, japoński siogun (zm. 1858)
- 1825 – Charlotte de Rothschild, francuska malarka, mecenas sztuki, działaczka społeczna (zm. 1899)
- 1830 – Abraham Jacobi, amerykański pediatra pochodzenia żydowskiego (zm. 1919)
- 1831 – Otto Goldfuss, niemiecki zoolog (zm. 1905)
- 1848 – Stanisław Łąpiński, polski dziennikarz, literat, krytyk teatralny (zm. 1921)
- 1853 – Philander C. Knox, amerykański adwokat, polityk, senator (zm. 1921)
- 1856:
  - Sigmund Freud, austriacki neurolog, psychiatra, wykładowca akademicki pochodzenia żydowskiego (zm. 1939)
  - Robert Edwin Peary, amerykański badacz polarny (zm. 1920)
- 1859:
  - Henri Coudreau, francuski geograf, podróżnik (zm. 1899)
  - Luis María Drago, argentyński prawnik, polityk (zm. 1921)
  - Juan Antonio Escurra, paragwajski pułkownik, polityk, prezydent Paragwaju (zm. 1929)
  - Willem Kloos, holenderski poeta, krytyk literacki (zm. 1938)
- 1861 – Motilal Nehru, indyjski prawnik, polityk, działacz niepodległościowy (zm. 1931)
- 1862 – Feliks Stanisław Jasiński, polski malarz, grafik (zm. 1901)
- 1865 – Walter Christie, amerykański inżynier, wynalazca (zm. 1944)
- 1867 – Bolesław Jędrzejowski, polski publicysta, działacz socjalistyczny (zm. 1914)
- 1868 – Gaston Leroux, francuski pisarz, dziennikarz (zm. 1927)
- 1871:
  - Victor Grignard, francuski chemik, wykładowca akademicki, laureat Nagrody Nobla (zm. 1935)
  - Christian Morgenstern, niemiecki prozaik, poeta (zm. 1914)
- 1872:
  - Ahmed Cemal, turecki dowódca wojskowy, polityk (zm. 1922)
  - Willem de Sitter, holenderski matematyk, fizyk, astronom (zm. 1934)
- 1876 – Jan Talaga, polski malarz (zm. 1955)
- 1877 – Antoni Szulczyński, polski malarz (zm. 1922)
- 1879 – Bedřich Hrozný, czeski orientalista, lingwista, wykładowca akademicki (zm. 1952)
- 1880:
  - Edmund Ironside, brytyjski marszałek polny (zm. 1959)
  - Ernst Ludwig Kirchner, niemiecki malarz (zm. 1938)
- 1882 – Jan Stanisław Jankowski, polski polityk, minister (zm. 1953)
- 1884 – Katie Sandwina, amerykańska artystka cyrkowa pochodzenia żydowsko-niemieckiego (zm. 1952)
- 1887 – Georg Hartmann, niemiecki kompozytor, dyrygent, poeta (zm. 1954)
- 1890 – Charles Andrews Lockwood, amerykański wiceadmirał (zm. 1967)
- 1891 – Sławomir Dabulewicz, polski działacz społeczny, polityk, poseł na Sejm RP (zm. 1968)
- 1892:
  - Edward FitzGerald, brytyjski arystokrata pochodzenia irlandzkiego (zm. 1976)
  - Juliusz Łukasiewicz, polski dyplomata (zm. 1951)
- 1893:
  - Hugon Almstaedt, polski kapitan rezerwy piechoty, żołnierz Legionów Polskich, polityk, prezydent Sosnowca (zm. 1958)
  - José Calvo Sotelo, hiszpański prawnik, ekonomista, polityk (zm. 1936)
  - Marie Kahle, niemiecka działaczka antynazistowska (zm. 1948)
- 1894:
  - George Clifton Peters, australijski pilot wojskowy, as myśliwski (zm. ?)
  - Władysław Skotarek, polski malarz, grafik, rzeźbiarz (zm. 1969)
- 1895 – Rudolph Valentino, włoski aktor (zm. 1926)
- 1896:
  - Zygmunt Menkes, polski malarz, rzeźbiarz pochodzenia żydowskiego (zm. 1986)
  - Rolf Maximilian Sievert, szwedzki fizyk, wykładowca akademicki (zm. 1966)
  - Marion Zinderstein Jessup, amerykańska tenisistka (zm. 1980)
- 1897 – Ernest Aldrich Simpson, amerykański przedsiębiorca (zm. 1958)
- 1898:
  - Konrad Henlein, niemiecki działacz nazistowski w Czechosłowacji (zm. 1945)
  - Stanisław Malik, polski kapitan piechoty, działacz niepodległościowy (zm. ?)
- 1899 – Nikołaj Pożarski, radziecki generał porucznik artylerii (zm. 1945)
- 1900:
  - Jan Kossakowski, polski chirurg (zm. 1979)
  - Gieorgij Zarubin, radziecki dyplomata, polityk (zm. 1958)
  - Irena Zarzycka, polska pisarka (zm. 1993)
  - Zheng Ji, chiński biochemik, dietetyk, wykładowca akademicki (zm. 2010)
- 1901 – Urs Küry, szwajcarski biskup i teolog starokatolicki (zm. 1976)
- 1902:
  - Lothar Beutel, niemiecki funkcjonariusz Sicherheitsdienst, zbrodniarz nazistowski (zm. 1986)
  - Max Ophüls, francusko-niemiecki reżyser filmowy pochodzenia żydowskiego (zm. 1957)
- 1903:
  - Feliks Gazda, polski major pilot (zm. 1970)
  - Oscar Moore, brytyjski kierowca i konstruktor wyścigowy (zm. 1968)
- 1904:
  - Moshé Feldenkrais, izraelski fizyk, inżynier, naukowiec, sportowiec (zm. 1984)
  - Max Mallowan, brytyjski archeolog (zm. 1978)
  - Harry Martinson, szwedzki prozaik, dramaturg, poeta, malarz (zm. 1978)
  - Renzo Minoli, włoski szpadzista (zm. 1965)
  - Harry Parke, amerykański pisarz, aktor, komik pochodzenia żydowskiego (zm. 1958)
- 1905:
  - René Dreyfus, francuski kierowca wyścigowy (zm. 1993)
  - Wiktor Osiecki, polski pianista, kompozytor, kierownik muzyczny teatru (zm. 1977)
- 1906:
  - Stanisław Motyka, polski narciarz, taternik (zm. 1941)
  - André Thiellement, francuski szachista (zm. 1976)
  - André Weil, francuski matematyk, wykładowca akademicki (zm. 1998)
- 1908:
  - Necil Kazım Akses, turecki kompozytor (zm. 1999)
  - Jan Kreczmar, polski aktor, pedagog, prezes ZASP (zm. 1972)
- 1909 – Zygmunt Jelonek, polski inżynier, radiotechnik (zm. 1994)
- 1910:
  - August Andrzej, hiszpański lasalianin, męczennik, święty (zm. 1934)
  - Sándor Tatay, węgierski pisarz (zm. 1991)
  - Juan Valdivieso, peruwiański piłkarz, bramkarz, trener (zm. 2007)
- 1911 – Bernard Fergusson, brytyjski wojskowy, historyk, polityk (zm. 1980)
- 1912:
  - William Ewing Hester, amerykański działacz tenisowy, przemysłowiec (zm. 1993)
  - Ellen Müller-Preis, austriacka florecistka (zm. 2007)
  - Gieorgij Zimin, radziecki marszałek lotnictwa (zm. 1997)
- 1913:
  - Carmen Cavallaro, amerykański pianista (zm. 1989)
  - Gyula Dávid, węgierski kompozytor (zm. 1977)
  - Stewart Granger, brytyjski aktor (zm. 1993)
- 1914:
  - Britto, brazylijski piłkarz (zm. ?)
  - Randall Jarrell, amerykański poeta (zm. 1965)
- 1915:
  - Denis Neville, angielski piłkarz, trener (zm. 1995)
  - Orson Welles, amerykański aktor, reżyser, producent i scenarzysta filmowy (zm. 1985)
- 1916:
  - Wasilij Kazakow, radziecki polityk (zm. 1981)
  - Sif Ruud, szwedzka aktorka (zm. 2011)
- 1918 – Stanisław Grzesiuk, polski pieśniarz, pisarz, pamiętnikarz (zm. 1963)
- 1919:
  - André Guelfi, francuski kierowca wyścigowy (zm. 2016)
  - John Edwin Ashley Williams, australijski pilot wojskowy, as myśliwski (zm. 1944)
- 1920:
  - Kamisese Mara, fidżyjski polityk, premier i prezydent Fidżi (zm. 2004)
  - Tadeusz Maria Rudkowski, polski historyk sztuki, konserwator zabytków (zm. 2014)
  - Juliusz Wilczur-Garztecki, polski pisarz, tłumacz (zm. 2017)
- 1921:
  - Jan Bytnar, polski podharcmistrz, członek Szarych Szeregów, dowódca hufca „Południe” Grup Szturmowych (zm. 1943)
  - Erich Fried, austriacki poeta, tłumacz, eseista pochodzenia żydowskiego (zm. 1988)
  - Dick Loggere, holenderski hokeista na trawie (zm. 2014)
  - Elizabeth Sellars, brytyjska aktorka (zm. 2019)
- 1922:
  - Jos Beenhakkers, holenderski piłkarz (zm. 1980)
  - Marcel Locquin, francuski mykolog, biochemik, wykładowca akademicki (zm. 2009)
  - Henryk Zins, polski historyk, mediewista, wykładowca akademicki (zm. 2002)
- 1923:
  - Bruno Foresti, włoski duchowny katolicki, arcybiskup Modeny-Nonantoli (zm. 2022)
  - Josep Seguer, hiszpański piłkarz, trener (zm. 2014)
- 1924:
  - Stanisław Cisek, polski żołnierz AK, żeglarz (zm. 2007)
  - David Marshall Lang, brytyjski kaukazolog (zm. 1991)
  - Anna Leszczyńska, polska działaczka turystyczna, przewodnik PTTK, żołnierz AK (zm. 2018)
- 1925:
  - Hanns Dieter Hüsch, niemiecki artysta kabaretowy, aktor, pisarz (zm. 2005)
  - Stanisław Kowalczyk, polski żołnierz podziemia antykomunistycznego (zm. 1952)
- 1926:
  - Ross Hunter, amerykański aktor, producent filmowy i telewizyjny (zm. 1996)
  - Jurij Puzyriow, rosyjski aktor (zm. 1991)
- 1927:
  - Mary Ellen Avery, amerykańska pediatra (zm. 2011)
  - Petros Nazarbegijan, irański bokser, trener (zm. 2015)
- 1928:
  - Jacques Despierre, francuski duchowny katolicki, biskup Carcassonne
  - Norbert Paprotny, polski malarz (zm. 2018)
  - Robert Poujade, francuski polityk (zm. 2020)
- 1929:
  - Jean-Guy Couture, kanadyjski duchowny katolicki, biskup Chicoutimi (zm. 2022)
  - Paul Lauterbur, amerykański chemik, wykładowca akademicki, laureat Nagrody Nobla (zm. 2007)
  - Stanisław Leszek Olszewski, polski działacz społeczny, spółdzielczy i turystyczny (zm. 2007)
- 1930:
  - Kjell Bækkelund, norweski pianista (zm. 2004)
  - David Joseph Carpenter, amerykański seryjny morderca
  - Stanisław Gałoński, polski dyrygent, muzykolog
  - Stanisław Grzybowski, polski historyk, wykładowca akademicki (zm. 2022)
  - Mordechaj Gur, izraelski generał, polityk (zm. 1995)
  - Kazimierz Karabasz, polski reżyser filmów dokumentalnych (zm. 2018)
  - Elwira Lisowska, polska biochemik, wykładowczyni akademicka
  - Jefriem Prużanski, ukraiński reżyser filmów animowanych (zm. 1995)
- 1931:
  - Lino Cignelli, włoski duchowny katolicki, franciszkanin, biblista, lingwista (zm. 2010)
  - Willie Mays, amerykański baseballista (zm. 2024)
  - Stanisław Mika, polski psycholog, wykładowca akademicki (zm. 2017)
  - Ryszard Wójcik, polski polityk, poseł na Sejm PRL (zm. 1977)
- 1932:
  - Aleksandr Bielawski, rosyjski aktor (zm. 2012)
  - Antal Bolvári, węgierski piłkarz wodny (zm. 2019)
- 1933:
  - Juanita Castro, kubańska dysydentka, siostra Fidela i Raúla (zm. 2023)
  - Gregory Karotemprel, indyjski duchowny syromalabarski, biskup Rajkot
- 1934:
  - Fernand Franck, luksemburski duchowny katolicki, arcybiskup Luksemburga
  - Richard Shelby, amerykański polityk, senator
- 1935:
  - Frederick James Carmichael, kanadyjski pilot zawodowy, przedsiębiorca, działacz autochtoniczny
  - Ryszard Dżaman, polski filozof, bibliotekarz, dziennikarz, pisarz marynista (zm. 1987)
  - Robert Willems, belgijski piłkarz, trener
- 1936:
  - Brian Johns, australijski dziennikarz (zm. 2016)
  - Marian Kruszyłowicz, polski duchowny katolicki, franciszkanin konwentualny, biskup szczecińsko-kamieński (zm. 2025)
- 1937:
  - Shay Brennan, irlandzki piłkarz (zm. 2000)
  - Rubin Carter, amerykański bokser (zm. 2014)
  - Thomas Rother, niemiecki pisarz
- 1938:
  - Bert Boom, holenderski kolarz szosowy i torowy
  - Krzysztof Coriolan, polski poeta, prozaik
  - Jean-Michel Cousteau, francuski podróżnik, odkrywca, działacz ochrony środowiska, producent filmowy, reżyser filmów przyrodniczych
  - Ildefonso Obama Obono, duchowny katolicki z Gwinei Równikowej, arcybiskup Malabo
- 1939:
  - Fatai Ayinla, nigeryjski bokser (zm. 2016)
  - Ken Blanchard, amerykański pisarz
  - Panajotis Dimitriu, cypryjski prawnik, polityk, eurodeputowany
  - Żanna Jorkina, rosyjska major lotnictwa, inżynier, kosmonautka (zm. 2015)
- 1940:
  - André-Joseph Léonard, belgijski duchowny katolicki, arcybiskup Mechelen-Brukseli, prymas i biskup polowy Królestwa Belgii
  - Vesna Pešić, serbska socjolog, działaczka na rzecz praw człowieka, polityk, dyplomata
  - Wiaczesław Starszynow, rosyjski hokeista, trener i działacz hokejowy
- 1941:
  - Gena Dimitrowa, bułgarska śpiewaczka operowa (sopran) (zm. 2005)
  - Bohdan Kos, polski filozof, elektronik, fizyk teoretyk, poeta, wydawca
  - Ivica Osim, bośniacki piłkarz, trener (zm. 2022)
  - Đorđe Perišić, czarnogórski piłkarz wodny
  - Wiesław Szamborski, polski malarz, grafik, pedagog
- 1942:
  - Amadeus August, niemiecki aktor (zm. 1992)
  - Ariel Dorfman, chilijski prozaik, dramaturg, eseista, obrońca praw człowieka
  - Agnieszka Fitkau-Perepeczko, polska aktorka, modelka, pisarka
  - David Friesen, amerykański kontrabasista jazzowy
  - Luiz Mancilha Vilela, brazylijski duchowny katolicki, biskup Cachoeiro de Itapemirim, arcybiskup Vitórii (zm. 2022)
- 1943:
  - Andreas Baader, niemiecki terrorysta (zm. 1977)
  - Stanisław Deńko, polski architekt (zm. 2021)
  - Paweł Jocz, polski rzeźbiarz, grafik, ilustrator (zm. 2008)
  - Maryja Matusiewicz, litewska nauczycielka, działaczka społeczna i samorządowa narodowości białoruskiej
  - Jerzy Pomin, polski prawnik, adwokat, działacz opozycji antykomunistycznej, członek Trybunału Stanu (zm. 2021)
  - Stanisława Prządka, polska polityk, poseł na Sejm RP
  - Mike Ratledge, brytyjski muzyk, klawiszowiec, kompozytor, członek zespołu Soft Machine (zm. 2025)
  - Wolfgang Reinhardt, niemiecki lekkoatleta, tyczkarz (zm. 2011)
- 1944:
  - Carl I. Hagen, norweski polityk
  - Jerzy Kowalewski, polski skoczek do wody, lekarz
  - Rainer Masera, włoski ekonomista, bankowiec, polityk
  - Masanori Murakami, japoński baseballista
- 1945
  - Zofia Kowalczyk, polska polityk, poseł na Sejm RP
  - Bob Seger, amerykański piosenkarz, gitarzysta, pianista
- 1946:
  - Svein Arne Hansen, norweski działacz sportowy, prezydent European Athletics (zm. 2020)
  - Stanisław Padykuła, polski inżynier, urzędnik państwowy, polityk, poseł na Sejm RP (zm. 2001)
  - Jim Ramstad, amerykański polityk (zm. 2020)
  - Mosze Romano, izraelski piłkarz
  - Tino Tabak, holenderski kolarz szosowy
- 1947:
  - Janina Borkowska, polska spadochroniarka
  - Barbara Burska, polska aktorka
  - Alan Dale, nowozelandzki aktor
  - Jan Kobuszewski, polski lekkoatleta, skoczek w dal
  - Martha Nussbaum, amerykańska filozof, etyk
  - Ron Rivest, amerykański informatyk, kryptograf
  - Ljubomir Vračarević, serbski mistrz sztuk walki, twórca real aikido (zm. 2013)
- 1948:
  - Ewa Balicka-Witakowska, polska historyk sztuki, etiopistka
  - Caspar Einem, austriacki prawnik, polityk, minister spraw wewnętrznych (zm. 2021)
  - Servílio de Oliveira, brazylijski bokser
- 1949:
  - Jacek Moll, polski kardiochirurg dziecięcy
  - Wiesław Zieliński, polski dziennikarz, poeta, prozaik, eseista, krytyk literacki
- 1950:
  - Stanisław Anioł, polski górnik, rzeźbiarz
  - Jeffery Deaver, amerykański pisarz
  - Michaił Miasnikowicz, białoruski ekonomista, polityk, premier i przewodniczący Rady Republiki Zgromadzenia Narodowego Republiki Białorusi
  - Stelian Moculescu, rumuński trener siatkarski
  - Zenon Sołtysiak, polski lekarz weterynarii, profesor nauk weterynaryjnych
  - Ratko Svilar, serbski piłkarz, bramkarz
  - Rosemarie Wemheuer, niemiecka polityk, eurodeputowana
  - Zbigniew Wodecki, polski piosenkarz, instrumentalista, kompozytor (zm. 2017)
  - Tadeusz Zając, polski górnik, związkowiec, samorządowiec, polityk, poseł na Sejm RP
- 1951:
  - Samuel Doe, liberyjski wojskowy, polityk, prezydent Liberii (zm. 1990)
  - William Lori, amerykański duchowny katolicki, arcybiskup metropolita Baltimore
  - Ewa Mes, polska polityk, wojewoda kujawsko-pomorski
  - Luis Antonio Scozzina, argentyński duchowny katolicki, biskup Oránu
  - Żaksyłyk Üszkempyrow, kazachski zapaśnik (zm. 2020)
- 1952:
  - Anna Catasta, włoska polityk
  - Christian Clavier, francuski aktor, reżyser, scenarzysta i producent filmowy
  - Andrea Čunderlíková, czeska aktorka
  - Gregg Henry, amerykański aktor, muzyk, wokalista, autor tekstów
  - Chiaki Mukai, japońska lekarka, astronautka
  - Ewa Pełka-Wierzbicka, polska malarka
- 1953:
  - Tony Blair, brytyjski polityk, premier Wielkiej Brytanii
  - Graeme Souness, szkocki piłkarz, trener
  - Tomasz Tomaszewski, polski fotografik
  - Aleksandr Zielin, rosyjski generał pułkownik
- 1954:
  - Dora Bakojani, grecka polityk
  - Wojciech Grzeszek, polski związkowiec, polityk i samorządowiec, wiceprzewodniczący Sejmiku Województwa Małopolskiego (zm. 2021)
  - Stanisław Łyżwiński, polski polityk, poseł na Sejm RP
  - Małgorzata Sznicer, polska dziennikarka, animatorka kultury, propagatorka i menedżer muzyki poważnej
- 1955:
  - Bogusław Cudowski, polski prawnik, wykładowca akademicki, sędzia Sądu Najwyższego (zm. 2020)
  - Ann Grant, zimbabwejska hokeistka na trawie
  - Awram Grant, izraelski trener piłkarski
  - John Hutton, brytyjski prawnik, polityk
  - Zvika Szternfeld, izraelski poeta, tłumacz, psycholog
  - Donald A. Thomas, amerykański inżynier, astronauta
- 1956:
  - Shkëlqim Cani, albański ekonomista, polityk
  - Barbara Krug, niemiecka lekkoatletka, sprinterka
  - Wital Taras, białoruski dziennikarz, publicysta, pisarz (zm. 2011)
  - Roland Wieser, niemiecki lekkoatleta, chodziarz
- 1957 – Dorota Paciarelli, polska działaczka kultury, producentka filmowa
- 1958:
  - Danijjel Benlolo, izraelski polityk
  - Tommy Byrne, irlandzki kierowca wyścigowy
  - Nikołaj Swinarow, bułgarski prawnik, adwokat, polityk
  - Marcin Zawiła, polski samorządowiec, polityk, poseł na Sejm RP
- 1959:
  - Claudio Jara, kostarykański piłkarz
  - Miguel Macedo, portugalski prawnik, samorządowiec, polityk, minister administracji i spraw wewnętrznych (zm. 2025)
  - Renaud Muselier, francuski polityk, prezydent regionu Prowansja-Alpy-Lazurowe Wybrzeże
  - Silvia Quevedo, peruwiańska siatkarka
  - Leszek Ruszczyk, polski ekonomista, samorządowiec, wicemarszałek województwa mazowieckiego
- 1960:
  - Ludmiła Andonowa, bułgarska lekkoatletka, skoczkini wzwyż
  - Maria Jolanta Batycka-Wąsik, polska działaczka samorządowa
  - Witold Bereś, polski dziennikarz, publicysta, scenarzysta i producent filmowy
  - Roma Downey, irlandzka aktorka
  - Aleksei Lotman, estoński polityk, ekolog
  - Anne Parillaud, francuska aktorka
- 1961:
  - George Clooney, amerykański aktor, reżyser, scenarzysta i producent filmowy
  - Janusz Daszuta, polski duchowny metodystyczny, działacz ekumeniczny, społeczny i samorządowy (zm. 2018)
  - Stanisław Stolorz, polski kolejarz, związkowiec (zm. 2019)
  - Frans Timmermans, holenderski dyplomata, polityk
  - Marek Żukow-Karczewski, polski historyk, publicysta, działacz społeczny
- 1962:
  - Grażyna Kowina, polska lekkoatletka, biegaczka średnio- i długodystansowa
  - Mario Kummer, niemiecki kolarz szosowy i torowy
  - Alar Laneman, estoński generał, polityk
  - David Norman, kanadyjski piłkarz pochodzenia szkockiego
  - Radka Stupková, czeska aktorka
- 1964:
  - Roberto Franco, włoski narciarz dowolny
  - Dana Hill, amerykańska aktorka (zm. 1996)
  - Monika Luft, polska aktorka, prezenterka telewizyjna, pisarka
  - Arild Midthun, norweski autor komiksów
  - Lars Mikkelsen, duński aktor
- 1965:
  - Stephen Gaghan, amerykański scenarzysta i reżyser filmowy
  - Mia Hermansson-Högdahl, szwedzka piłkarka ręczna
  - Leslie Hope, kanadyjska aktorka
  - Mariusz Max Kolonko, polski dziennikarz, publicysta, prezenter i producent telewizyjny
  - Witold Lechowski, polski polityk, wicewojewoda podkarpacki
  - Juan Carlos Lemus, kubański bokser
  - Marjan Mrmić, chorwacki piłkarz, bramkarz, trener
  - Władysław Puc, polski koszykarz
- 1966:
  - Dorothee Feller, niemiecka prawnik, polityk
  - Kevin Randall, amerykański duchowny katolicki, arcybiskup, nuncjusz apostolski
  - Aleksandr Skworcow, rosyjski pilot wojskowy, kosmonauta
- 1967:
  - Thomas Abratis, niemiecki kombinator norweski
  - Waldemar Klisiak, polski hokeista
  - Risto Laakkonen, fiński skoczek narciarski
  - Robert Nowakowski, polski piłkarz ręczny, trener
  - Piotr Świąc, polski dziennikarz i prezenter telewizyjny (zm. 2021)
  - Wioletta Wilk, polska badmintonistka
- 1968:
  - Maksim Fadiejew, rosyjski piosenkarz, kompozytor, producent muzyczny i telewizyjny
  - Lætitia Sadier, francuska muzyk, wokalistka, członkini zespołu Stereolab
  - Krzysztof Sońta, polski nauczyciel, samorządowiec, polityk, poseł na Sejm RP (zm. 2025)
- 1969:
  - Vlad Filat, mołdawski polityk, premier Mołdawii
  - Jacek Kłoczko, polski fotograf
- 1970:
  - Friedemann Friese, niemiecki autor i wydawca gier planszowych
  - Roland Kun, naurański polityk
  - Eerik Marmei, estoński dyplomata
  - Kavan Smith, kanadyjski aktor
  - Tristán Ulloa, hiszpański aktor, reżyser, scenarzysta i producent filmowy
- 1971:
  - Sarah Blackwood, brytyjska wokalistka, autorka tekstów, członkini zespołu Dubstar
  - Till Brönner, niemiecki trębacz i wokalista jazzowy
  - Anna Radziejewska, polska śpiewaczka operowa (mezzosopran)
  - Chris Shiflett, amerykański gitarzysta, członek zespołu Foo Fighters
  - Nicola Vettori, włoski siatkarz, trener
- 1972:
  - Sébastien Amiez, francuski narciarz alpejski
  - Martin Brodeur, kanadyjski hokeista, bramkarz
  - Maria Haglund, szwedzka kajakarka
  - Óli Johannesen, farerski piłkarz
  - Jesse Kraai, amerykański szachista
  - Artur Rojek, polski kompozytor, autor tekstów, gitarzysta, wokalista, członek zespołów Myslovitz i Lenny Valentino
  - Naoko Takahashi, japońska lekkoatletka, maratonka
  - Karina Wojciechowska, polska modelka, zwyciężczyni konkursu Miss Polonia
- 1973:
  - Ferenc Horváth, węgierski piłkarz, trener
  - Andreas Norlén, szwedzki prawnik, polityk, przewodniczący Riksdagu
  - Zsuzsanna Olgyay-Szabó, węgierska lekkoatletka, tyczkarka
  - Joe Spiteri, australijski piłkarz
  - Dejan Tomašević, serbski koszykarz
- 1974:
  - Bernard Barmasai, kenijski lekkoatleta, długodystansowiec
  - Daniela Bártová, czeska lekkoatletka, tyczkarka
  - Santeri Kallio, fiński muzyk, kompozytor, producent muzyczny, inżynier dźwięku, członek zespołów Amorphis i Verenpisara
  - Jens-Uwe Maiwald, niemiecki szachista
  - Krzysztof Śmigiel, polski siatkarz
  - Jesús Vidal Chamorro, hiszpański duchowny katolicki, biskup pomocniczy Madrytu
- 1975:
  - Kostiantyn Babycz, ukraiński piłkarz
  - Mario Cvitanović, chorwacki piłkarz
  - Dennis Darling, bahamski lekkoatleta, sprinter
  - Richard Lambourne, amerykański siatkarz
  - Petr Mach, czeski ekonomista, polityk
  - Peter Munguti Makau, kenijski duchowny katolicki, biskup Isiolo
  - Susanna Nicchiarelli, włoska reżyserka i scenarzystka filmowa
  - Oliver Tichy, austriacki kierowca wyścigowy
- 1976:
  - Denny Landzaat, holenderski piłkarz
  - Iván de la Peña, hiszpański piłkarz
  - Rachael Taylor, australijska wioślarka
- 1977:
  - Chantelle Newbery, australijska skoczkini do wody
  - André Sá, brazylijski tenisista
  - Odelvis Dominico Speek, kubański siatkarz
  - Bartosz Walaszek, polski twórca filmów animowanych
- 1978:
  - Alexandre Balduzzi, francuski piosenkarz, kompozytor
  - Adam Borzęcki, polski hokeista
  - Tony Estanguet, francuski kajakarz górski
  - Fredrick Federley, szwedzki polityk
  - Riitta-Liisa Roponen, fińska biegaczka narciarska
- 1979:
  - Zaur Botajew, rosyjski zapaśnik
  - Rienat Dubinski, kazachski piłkarz
  - Gerd Kanter, estoński lekkoatleta, dyskobol
  - Li Shufang, chińska judoczka
  - Jon Montgomery, kanadyjski skeletonista
  - Thomas Pöge, niemiecki bobsleista
  - Ratko Varda, bośniacki koszykarz
- 1980:
  - Brooke Bennett, amerykańska pływaczka
  - Ana Carrascosa, hiszpańska judoczka
  - Dimitris Diamandidis, grecki koszykarz
  - Wolke Hegenbarth, niemiecka aktorka
  - Ricardo Oliveira, brazylijski piłkarz
- 1981:
  - Etilda Gjonaj, albańska prawnik, adwokat, polityk
  - Robert Hammond, australijski hokeista na trawie
  - Census Johnston, samoański rugbysta
  - Guglielmo Stendardo, włoski piłkarz
  - Edyta Śliwińska, polsko-amerykańska tancerka, fotomodelka
  - René Vydarený, słowacki hokeista
- 1982:
  - Miljan Mrdaković, serbski piłkarz (zm. 2020)
  - Eric Murray, nowozelandzki wioślarz
  - Dilszod Nazarow, tadżycki lekkoatleta, młociarz
  - Francisco Ventoso, hiszpański kolarz szosowy
- 1983:
  - Dani Alves, brazylijski piłkarz
  - Ian Boylan, amerykański koszykarz
  - Doron Perkins, amerykański koszykarz
  - Gagan Narang, indyjski strzelec sportowy
  - Gabourey Sidibe, amerykańska aktorka
  - Marta Wyrzykowska, polska judoczka
- 1984:
  - Anton Babczuk, rosyjski hokeista pochodzenia ukraińskiego
  - Edin Bavčić, bośniacki koszykarz
  - Juan Pablo Carrizo, argentyński piłkarz, bramkarz
  - Omar Hammami, amerykański terrorysta pochodzenia syryjskiego (zm. 2013)
  - Oliver Lafayette, amerykański koszykarz
  - Iva Obradović, serbska wioślarka
  - Michał Zieliński, polski piłkarz
- 1985:
  - Sören Brandy, niemiecki piłkarz
  - Salvador Durán, meksykański kierowca wyścigowy
  - Gero Kretschmer, niemiecki tenisista
  - Paweł Malesa, polski koszykarz
  - Stefano Mengozzi, włoski siatkarz
  - Chris Paul, amerykański koszykarz
  - Philippe Tłokiński, polski aktor, reżyser teatralny
- 1986:
  - Goran Dragić, słoweński koszykarz
  - Maître Gims, francuski raper pochodzenia kongijskiego
  - Tyler Hynes, kanadyjski aktor
  - Roman Kreuziger, czeski kolarz przełajowy i szosowy
- 1987:
  - Keibel Gutiérrez Torna, kubański siatkarz
  - Dries Mertens, belgijski piłkarz
  - Meek Mill, amerykański raper
  - Gerardo Parra, wenezuelski baseballista
  - Kaliese Spencer, jamajska lekkoatletka, płotkarka
- 1988:
  - Alexis Ajinça, francuski koszykarz
  - Doreen Amata, nigeryjska lekkoatletka, skoczkini wzwyż
  - Ryan Anderson, amerykański koszykarz
  - Stanislav Andreyev, uzbecki piłkarz
  - Janusz Cieszyński, polski przedsiębiorca, menedżer, polityk, minister cyfryzacji, poseł na Sejm RP
  - Whitney Conder, amerykańska zapaśniczka
  - Aleksiej Lesukow, rosyjski kulturysta
  - Dan Nistor, rumuński piłkarz
  - Sténio, kabowerdeński piłkarz
- 1989:
  - Dominika Cibulková, słowacka tenisistka
  - Ilja Fiedin, rosyjski hokeista
  - Nanna Bryndís Hilmarsdóttir, islandzka wokalistka, gitarzystka, członkini zespołu Of Monsters and Men
  - Amra Sadiković, szwajcarska tenisistka pochodzenia macedońskiego
  - Yi Siling, chińska strzelczyni sportowa
- 1990:
  - José Altuve, wenezuelski baseballista
  - Craig Dawson, angielski piłkarz
  - Péter Gulácsi, węgierski piłkarz, bramkarz
  - Christian Gytkjær, duński piłkarz
  - Masato Kudō, japoński piłkarz (zm. 2022)
  - Paweł Poljański, polski kolarz szosowy
- 1991:
  - Elefterios Kosmidis, grecki gimnastyk
  - Siobhan Williams, brytyjsko-kanadyjska aktorka
- 1992:
  - Brendan Gallagher, kanadyjski hokeista
  - Tareq Khattab, jordański piłkarz
  - Mateusz Malinowski, polski siatkarz
  - Jan Polanc, słoweński kolarz szosowy
  - Takashi Usami, japoński piłkarz
  - Jonas Valančiūnas, litewski koszykarz
- 1993:
  - Myrat Annaýew, turkmeński piłkarz
  - Aicha Fall, mauretańska lekkoatletka, biegaczka średniodystansowa
  - Yuki Fukushima, japońska badmintonistka
  - Gustavo Gómez, paragwajski piłkarz
  - Oleg Kostin, rosyjski pływak
  - Uroš Kovačević, serbski siatkarz
  - Katarzyna Kraska, polska sztangistka
  - Alina Pasz, ukraińska piosenkarka, raperka
  - Jorge Salinas, paragwajski piłkarz
  - Naomi Scott, brytyjska aktorka, piosenkarka
  - Szymon Woźniak, polski żużlowiec
- 1994:
  - Riad Bajić, bośniacki piłkarz
  - Anthony Beane, amerykański koszykarz
  - Barnabás Bese, węgierski piłkarz
  - Sam Dekker, amerykański koszykarz
  - Damyean Dotson, amerykański koszykarz
  - Kevin Friesenbichler, austriacki piłkarz
  - Im Jae-hyuk, południowokoreański aktor
  - Mateo Kovačić, chorwacki piłkarz
  - Jarrion Lawson, amerykański lekkoatleta, skoczek w dal i sprinter
  - Guillermo Maripán, chilijski piłkarz
  - Grace Min, amerykańska tenisistka
  - Michał Moskal, polski polityk, poseł na Sejm RP
- 1995:
  - Nemanja Antonov, serbski piłkarz
  - José Matos, hiszpański piłkarz
  - Lucija Mlinar, chorwacka siatkarka
  - Darja Masłowa, kirgiska lekkoatletka, biegaczka długodystansowa
  - Adi Osmanović, bośniacki siatkarz
  - Marko Pjaca, chorwacki piłkarz
  - Óscar Rodríguez, hiszpański kolarz szosowy
  - Sergio Rodríguez, meksykański piłkarz
  - Mudathir Yahya, tanzański piłkarz
- 1996:
  - Justyna Antosiewicz, polska siatkarka
  - JaKeenan Gant, amerykański koszykarz
  - Molly Renshaw, brytyjska pływaczka
  - Maksim Sałasz, białoruski koszykarz
- 1997:
  - Tanasis Andrutsos, grecki piłkarz
  - Presley Hudson, amerykańska koszykarka
  - Duncan Scott, brytyjski pływak
- 1998:
  - Mateusz Hołownia, polski piłkarz
  - Igor Vekič, słoweński piłkarz, bramkarz
- 1999:
  - Bertalan Kun, węgierski piłkarz
  - Pato O’Ward, meksykański kierowca wyścigowy
  - Weronika Sobiczewska, polska siatkarka
  - Madina Usmonjonova, uzbecka zapaśniczka
- 2001:
  - Ricardo Phillips, panamski piłkarz
  - Dominik Piła, polski piłkarz
  - Lučka Rakovec, słoweńska wspinaczka sportowa
  - Gabriel Xavier, brazylijski piłkarz
- 2002:
  - Flavio Cobolli, włoski tenisista
  - Kacper Gordon, polski koszykarz
  - Emily Alyn Lind, amerykańska aktorka
  - Bradley Locko, francuski piłkarz pochodzenia kongijskiego
  - Cole Palmer, angielski piłkarz
  - Filip Szymczak, polski piłkarz
  - Janice Tjen, indonezyjska tenisistka
- 2004 – Brodie Spencer, północnoirlandzki piłkarz
- 2006:
  - Henry Camara, gwinejski piłkarz
  - Haruka Inoue, japońska piosenkarka
- 2019 – Archie Mountbatten-Windsor, brytyjski książę

## Zmarli
- 680 – Mu’awija I, kalif, założyciel dynastii Umajjadów (ur. 602)
- 1052 – Bonifacy III z Toskanii, książę Spoleto (ur. 985)
- 1190 – Friedrich von Hausen, niemiecki poeta (ur. ?)
- 1210 – Konrad II, margrabia Dolnych Łużyc (ur. ok. 1159)
- 1218 – Teresa, księżniczka portugalska, hrabina flandryjska (ur. 1157)
- 1236 – Roger z Wendover, angielski benedyktyn, kronikarz (ur. ?)
- 1326 – Bernard Świdnicki, książę jaworski, świdnicki i ziębicki (ur. ok. 1288)
- 1431 – Bolesław I, książę bytomski, cieszyński, siewierski i głogowski (ur. po 1363)
- 1437 – Bolko IV, książę strzelecki i niemodliński, książę opolski  (ur. pomiędzy 1363 a 67)
- 1439 – Spytko z Melsztyna, polski szlachcic, rycerz, husyta, kasztelan biecki (ur. 1398)
- 1458 – Ahmad II Szach, sułtan Dekanu (ur. ?)
- 1471 – Edmund Beaufort, angielski możnowładca (ur. ok. 1439)
- 1475 – Dirk Bouts, holenderski malarz (ur. 1415)
- 1478 – Andrea Vendramino, doża Wenecji (ur. 1393)
- 1498 – Christian Tapiau, niemiecki duchowny katolicki, kanonik warmiński, dziekan kapituły fromborskiej (ur. ?)
- 1499 (lub 1500) – Sędziwój Czarnkowski, polski szlachcic, polityk (ur. ok. 1425)
- 1502 – James Tyrrell, angielski rycerz (ur. ?)
- 1527 – Karol III de Burbon-Montpensier, hrabia Montpensier, delfin Owernii (ur. 1490)
- 1540 – Juan Luis Vives, hiszpański humanista, pedagog (ur. 1492)
- 1541 – Jakub Buczacki, polski szlachcic, polityk (ur. ?)
- 1568 – Bernardo Salviati, włoski kardynał (ur. 1508)
- 1579 – François de Montmorency, francuski arystokrata, dowódca wojskowy, marszałek Francji (ur. 1530)
- 1596 – Giaches de Wert, holenderski kompozytor (ur. ok. 1535)
- 1600 – Paul Albert, niemiecki duchowny katolicki, biskup elekt wrocławski (ur. 1557)
- 1622 – Magnus Wirtemberski-Neuenbürg, niemiecki arystokrata, wojskowy (ur. 1594)
- 1637 – Giangiorgio Aldobrandini, włoski arystokrata (ur. 1590)
- 1638:
  - Cornelius Jansen, holenderski duchowny katolicki, teolog (ur. 1585)
  - Vincenzo Ugolini, włoski kompozytor (ur. ok. 1580)
- 1641 – Jakub Ostrzanin, hetman kozacki (ur. ?)
- 1642 – Frans Francken Młodszy, holenderski malarz (ur. 1581)
- 1652 – Aleksander Oleksowicz Krupecki, polski duchowny greckokatolicki, unicki biskup przemyski (ur. ok. 1570)
- 1666 – Paul Siefert, niemiecki organista, kompozytor (ur. 1586)
- 1708 – Franciszek de Montmorency Laval, francuski duchowny katolicki, pierwszy biskup Quebecu, święty (ur. 1623)
- 1709 – Alvise Mocenigo, doża Wenecji (ur. 1628)
- 1738 – Ludwig Gebhard von Hoym, królewsko-polski i elektorsko-saski rzeczywisty tajny radca, posiadacz ziemski (ur. 1678)
- 1747 – Jacob Sigisbert Adam, francuski rzeźbiarz (ur. 1670)
- 1757 – Charles FitzRoy, brytyjski arystokrata, polityk (ur. 1683)
- 1766 – Johann Michael Fischer, niemiecki architekt (ur. 1692)
- 1768 – Ludwik Aleksander Burbon, francuski arystokrata (ur. 1747)
- 1795 – Pieter Boddaert, holenderski lekarz, przyrodnik (ur. 1730)
- 1817 – Michael Franz Anton von Althann, austriacki arystokrata (ur. 1760)
- 1840 – Demetrius Augustine Gallitzin, rosyjski arystokrata, emigrant, Sługa Boży (ur. 1770)
- 1847:
  - Kajetan Garbiński, polski matematyk, wykładowca akademicki (ur. 1796)
  - Józef Emanuel Jankowski, polski adwokat, filozof (ur. 1781)
- 1851 – Adam Mierosławski, polski inżynier, marynarz (ur. 1815)
- 1859 – Alexander von Humboldt, niemiecki przyrodnik, podróżnik (ur. 1769)
- 1860 – Littleton Waller Tazewell, amerykański adwokat, polityk (ur. 1774)
- 1861 – August Emmanuel Fürnrohr, niemiecki botanik, pedagog (ur. 1804)
- 1862 – Henry David Thoreau, amerykański prozaik, poeta, filozof (ur. 1817)
- 1868 – Louis de Cormenin, francuski adwokat, publicysta (ur. 1788)
- 1872 – George Robert Gray, brytyjski zoolog (ur. 1808)
- 1873 – José Antonio Páez, wenezuelski generał, polityk, prezydent Wenezueli (ur. 1790)
- 1877 – Johan Runeberg, fiński poeta tworzący w języku szwedzkim (ur. 1804)
- 1881 – Józef Ignacy Grabowski, polski major, polityk, pamiętnikarz (ur. 1791)
- 1883:
  - Eva Gonzalès, francuska malarka (ur. 1849)
  - Michał Modzelewski, polski działacz niepodległościowy, uczestnik powstania listopadowego, tłumacz, pamiętnikarz (ur. 1804)
- 1884:
  - Judah Benjamin, amerykański prawnik, przedsiębiorca, polityk (ur. 1811)
  - Alphonse Ratisbonne, francuski duchowny katolicki, konwertyta z judaizmu, zakonnik, fundator instytucji religijnych i charytatywnych, mistyk, misjonarz, autor książek religijnych (ur. 1814)
- 1886 – Karol Sembrzycki, mazurski, poeta, nauczyciel (ur. 1823)
- 1887 – Maria Caterina Troiani, włoska zakonnica, błogosławiona (ur. 1813)
- 1888 – Edward Petzold, polski malarz, rysownik, pedagog (ur. 1827)
- 1889 – Heinrich Gustav Reichenbach, niemiecki botanik, wykładowca akademicki (ur. 1823)
- 1890 – Hubert Léonard, belgijski skrzypek, kompozytor, pedagog (ur. 1819)
- 1892:
  - Nikodem Biernacki, polski skrzypek, kompozytor (ur. 1825)
  - Ernest Guiraud, francuski kompozytor, pedagog (ur. 1837)
- 1893 – Marceli Guyski, polski rzeźbiarz (ur. 1830)
- 1894 – Amalia, księżniczka Saksonii-Coburg-Saalfeld, księżna w Bawarii (ur. 1848)
- 1895:
  - Martin From, duński szachista (ur. 1828)
  - Teodor Antoni Melchior Paprocki, polski księgarz (ur. 1856)
- 1896:
  - Cornelius Bushnell, amerykański przedsiębiorca kolejowy i okrętowy (ur. 1828)
  - Aleksander Ostrowski, polski ziemianin, polityk (ur. 1810)
- 1897 – Józef Hakowski, polski złotnik, medalier, artysta-cyzeler (ur. 1834)
- 1899:
  - Henri Coudreau, francuski geograf, podróżnik (ur. 1859)
  - Philipp Krementz, niemiecki duchowny katolicki, biskup warmiński, arcybiskup metropolita Kolonii (ur. 1819)
- 1900 – Anna Róża Gattorno, włoska zakonnica, błogosławiona (ur. 1831)
- 1901 – Marian Ignacy Morawski, polski jezuita, teolog, filozof, wykładowca akademicki (ur. 1845)
- 1902:
  - Wilhelm Grapow, niemiecki architekt (ur. 1828)
  - William Thomas Sampson, amerykański kontradmirał (ur. 1840)
- 1904:
  - Franz von Lenbach, niemiecki architekt (ur. 1836)
  - Alexander William Williamson, brytyjski chemik, wykładowca akademicki (ur. 1824)
- 1905 – Jan Rudowski, polski ziemianin, pułkownik, uczestnik powstania styczniowego (ur. 1840)
- 1906 – Jan Zachariasiewicz, polski pisarz, dziennikarz pochodzenia ormiańskiego (ur. 1823)
- 1909 – William C. Maybury, amerykański adwokat, polityk (ur. 1848)
- 1910:
  - Heinrich Curschmann, niemiecki internista (ur. 1846)
  - Edward VII, król Wielkiej Brytanii (ur. 1841)
- 1911 – Robert Alden, amerykański pionier, duchowny protestancki (ur. 1836)
- 1915 – Tadeusz Bukowski, polski śpiewak operowy (baryton), chorąży rezerwy piechoty armii austro-węgierskiej (ur. 1886)
- 1917 – Thomas Joseph Carr, irlandzki duchowny katolicki, arcybiskup metropolita Melbourne (ur. 1839)
- 1919 – L. Frank Baum, amerykański pisarz fantasy (ur. 1856)
- 1923 – Maria Krzymuska-Iwanowska, polska pisarka (ur. 1878)
- 1924 – Carel Steven Adama van Scheltema, holenderski poeta, eseista (ur. 1877)
- 1925 – Hugo Liepmann, niemiecki neurolog, psychiatra, wykładowca akademicki (ur. 1863)
- 1926 – Edward Aleksander Raczyński, polski hrabia, polityk, kolekcjoner dzieł sztuki (ur. 1847)
- 1927 – Hudson Maxim, amerykański wynalazca (ur. 1853)
- 1928:
  - Myrtle Corbin, amerykańska artystka cyrkowa (ur. 1868)
  - Piotr Czapla, polski duchowny katolicki, teolog, wykładowca akademicki (ur. 1868)
  - Juliusz Wertheim, polski pianista, dyrygent, kompozytor pochodzenia żydowskiego (ur. 1880)
- 1931 – Bernardinus Klumper, holenderski franciszkanin, generał zakonu, prawnik (ur. 1864)
- 1933:
  - Bronisław Gubrynowicz, polski historyk literatury, wykładowca akademicki (ur. 1870)
  - Li Qingyun, chiński superstulatek (ur. ?)
  - Julia Sokólska, polska działaczka niepodległościowa, zoolog, cytolog (ur. 1893)
- 1934 – Janusz Henryk Pobóg-Gurski, polski technolog rolnictwa, wykładowca akademicki (ur. 1883)
- 1936 – Aleksander Chomiński, polski ziemianin, działacz społeczny, publicysta, pisarz, polityk (ur. 1859)
- 1937 – Józef Ciemnołoński, polski porucznik piechoty, inżynier rolnictwa (ur. 1887)
- 1938:
  - Victor Cavendish, brytyjski arystokrata, polityk, gubernator generalny Kanady (ur. 1868)
  - Aleksander Sarnowicz, polski malarz (ur. 1878)
  - Herman Voss, niemiecki duchowny luterański (ur. 1872)
- 1939 – Konstantin Somow, rosyjski malarz, grafik, ilustrator (ur. 1869)
- 1942:
  - Kazimierz Gostyński, polski duchowny katolicki, pedagog, opiekun harcerstwa, męczennik, błogosławiony (ur. 1884)
  - Euzebiusz Huchracki, polski duchowny katolicki, franciszkanin, męczennik, Sługa Boży (ur. 1885)
  - Jan Jędrychowski, polski duchowny katolicki, Sługa Boży (ur. 1899)
- 1943:
  - Leon Rodal, polski dziennikarz, działacz syjonistyczny, uczestnik powstania w getcie warszawskim (ur. 1913)
  - Stanisław Sawiczewski, polski malarz, ilustrator (ur. 1866)
  - Chaim Żytłowski, żydowski pisarz, filozof, publicysta, polityk socjalistyczny (ur. 1865)
- 1944 – Kazimierz Kardaś, polski podporucznik, żołnierz AK (ur. 1919)
- 1945:
  - Gerhard Bock, niemiecki strzelec sportowy (ur. 1879)
  - Józef Górka, polski starszy sierżant (ur. 1894)
  - Wasilij Obuchow, radziecki major pilot (ur. 1909)
- 1946 – Walery Maryański, polski generał brygady inżynier, strzelec sportowy (ur. 1875)
- 1947 – Franciszek Smolka, polski historyk, papirolog, filozof, wykładowca akademicki (ur. 1883)
- 1949:
  - Henry Bedford-Jones, kanadyjski pisarz, dziennikarz (ur. 1887)
  - Stanisław Grabski, polski ekonomista, polityk, poseł na Sejm RP, minister wyznań religijnych i oświecenia publicznego (ur. 1871)
  - Maurice Maeterlinck, belgijski poeta, dramaturg, eseista, laureat Nagrody Nobla (ur. 1862)
- 1950:
  - Lancelot De Mole, australijski inżynier, wynalazca (ur. 1880)
  - Víctor Manuel Román y Reyes, nikaraguański polityk, prezydent Nikaragui (ur. 1872)
- 1951:
  - Aleksy Franciszek Bachulski, polski historyk, archiwista, bibliotekarz (ur. 1893)
  - Élie Cartan, francuski matematyk (ur. 1869)
  - Józef Dreyza, polski działacz społeczny i narodowy na Górnym Śląsku, powstaniec śląski (ur. 1863)
  - Adolf Palowicz, polski działacz związkowy i spółdzielczy (ur. 1883)
- 1952 – Maria Montessori, włoska lekarka, twórczyni systemu wychowania dzieci (ur. 1870)
- 1954:
  - Bertie Forbes, amerykański dziennikarz (ur. 1880)
  - Cecylia Mecklenburg-Schwerin, niemiecka arystokratka (ur. 1886)
- 1955:
  - William Isaacs, brytyjski kolarz torowy (ur. 1884)
  - Nick Winter, australijski lekkoatleta, trójskoczek (ur. 1894)
- 1956:
  - Władimir Agapiejew, rosyjski generał lejtnant (ur. 1876)
  - Fergus Anderson, brytyjski motocyklista wyścigowy (ur. 1909)
  - Christfried Jakob, niemiecko-argentyński neuropatolog, filozof, poeta (ur. 1866)
  - Carl Brockelmann, niemiecki orientalista, semitystyk, wykładowca akademicki (ur. 1868)
  - Karl-Einar Sjögren, szwedzki żeglarz sportowy (ur. 1871)
  - Arthur Vanderstuyft, belgijski kolarz torowy i szosowy (ur. 1883)
- 1957 – Ebbe Kornerup, duński malarz, podróżnik, pisarz (ur. 1874)
- 1959:
  - Maria Dulęba, polska aktorka (ur. 1881)
  - Ragnar Nurkse, estoński ekonomista (ur. 1907)
  - Juliusz Zweibaum, polski biolog, histolog, wykładowca akademcki pochodzenia żydowskiego (ur. 1887)
- 1960:
  - Pál Ábrahám, węgierski kompozytor operetkowy (ur. 1892)
  - Mieczysław Kałuża, polski major pilot (ur. 1912)
- 1961 – Lucian Blaga, rumuński poeta, dramaturg, filozof (ur. 1895)
- 1962 – Franciszek Borówka-Borowiecki, polski lutnik (ur. 1868)
- 1963:
  - Barnaba (Bielajew), rosyjski biskup prawosławny (ur. 1887)
  - Theodore von Kármán, węgierski inżynier, wykładowca akademicki pochodzenia żydowskiego (ur. 1881)
  - Monty Woolley, amerykański aktor (ur. 1888)
- 1964 – Sato Haruo, japoński poeta (ur. 1892)
- 1966 – Edward Ligocki, polski poeta, prozaik, publicysta, dyplomata (ur. 1887)
- 1968 – Toivo Mikael Kivimäki, fiński dyplomata, polityk, premier Finlandii (ur. 1886)
- 1969:
  - Lajos Czeizler, węgierski trener piłkarski (ur. 1893)
  - Don Drummond, jamajski puzonista, kompozytor (ur. 1932)
- 1970:
  - John D. Beazley, brytyjski archeolog, wykładowca akademicki (ur. 1885)
  - Feliks Kuczkowski, polski artysta plastyk, reżyser filmów animowanych (ur. 1884)
  - Alessandro Serenelli, włoski morderca, kapucyn (ur. 1882)
  - Max Westerkamp, holenderski hokeista na trawie (ur. 1912)
- 1971 – Helene Weigel, austriacka aktorka (ur. 1900)
- 1972:
  - Kazimierz Kowalski, polski duchowny katolicki, biskup chełmiński (ur. 1896)
  - Kazimierz Talarczyk, polski aktor (ur. 1920)
- 1975 – József Mindszenty, węgierski duchowny katolicki, arcybiskup Ostrzyhomia, prymas Węgier (ur. 1892)
- 1978:
  - Ethelda Bleibtrey, amerykańska pływaczka (ur. 1902)
  - Leon Bukojemski, polski generał brygady (ur. 1895)
  - Józef Koczwara, polski pułkownik (ur. 1889)
- 1979:
  - Karl Wilhelm Reinmuth, niemiecki astronom (ur. 1892)
  - Władysław Szczepaniak, polski piłkarz (ur. 1910)
- 1983 – Ludwika Woźnicka, polska pisarka, tłumaczka (ur. 1924)
- 1985:
  - Tadeusz Bursztynowicz, polski reżyser i dyrektor teatralny (ur. 1920)
  - Pete Desjardins, amerykański skoczek do wody pochodzenia kanadyjskiego (ur. 1907)
  - Irena Karpińska, polska malarka, pedagog (ur. 1901)
- 1986:
  - Stephan Rauschert, niemiecki botanik, mykolog, wykładowca akademicki (ur. 1931)
  - Siergiej Simonow, radziecki konstruktor broni strzeleckiej (ur. 1894)
- 1987:
  - William Casey, amerykański prawnik, dyrektor CIA (ur. 1913)
  - Lucien Choury, francuski kolarz szosowy i torowy (ur. 1898)
  - Stanislav Lusk, czeski wioślarz (ur. 1932)
  - Karol Plicka, czechosłowacki folklorysta, fotograf, filmowiec (ur. 1894)
- 1989:
  - Dmitrij Bakanow, radziecki generał major (ur. 1898)
  - Adolfo Constanzo, meksykański seryjny morderca, baron narkotykowy, przywódca sekty satanistycznej pochodzenia kubańskiego (ur. 1962)
  - Antoni Kiliński, polski inżynier, cybernetyk, profesor (ur. 1909)
- 1990:
  - Charles Farrell, amerykański aktor (ur. 1901)
  - Lotte Jacobi, niemiecka fotografka (ur. 1896)
  - Hermann Mörchen, niemiecki filozof, polityk (ur. 1906)
  - Irmtraud Morgner, niemiecka pisarka (ur. 1933)
- 1992:
  - Marlene Dietrich, niemiecka aktorka, piosenkarka (ur. 1901)
  - Władysław Kozłowski, polski pisarz (ur. 1903)
  - Gaston Reiff, belgijski lekkoatleta, długodystansowiec (ur. 1921)
- 1993:
  - Rommel Fernández, panamski piłkarz (ur. 1966)
  - Ann Todd, brytyjska aktorka (ur. 1909)
- 1994:
  - Antal Szendey, węgierski wioślarz (ur. 1915)
  - Ryszard Zieliński, polski pisarz, dziennikarz, polityk (ur. 1926)
- 1995:
  - Noel Brotherston, północnoirlandzki piłkarz (ur. 1956)
  - Maria Pia de Saxe-Coburgo e Bragança, infantka portugalska, księżniczka Bragança (ur. 1907)
  - Adriano Mantelli, włoski pilot wojskowy, as myśliwski (ur. 1913)
  - Jeorjos Mawros, grecki prawnik, bankowiec, polityk (ur. 1909)
  - Hanna Muszyńska-Hoffmannowa, polska pisarka, eseistka (ur. 1913)
- 1996 – Léon-Joseph Suenens, belgijski duchowny katolicki, arcybiskup Mechelen-Brukseli, kardynał (ur. 1904)
- 1997:
  - Janusz Gałek, polski trener piłkarski (ur. 1942)
  - Lefter Goga, albański polityk (ur. 1909)
- 1998:
  - Arvid Laurin, szwedzki żeglarz sportowy (ur. 1901)
  - Erich Mende, niemiecki prawnik, polityk (ur. 1916)
  - Marek Mosiński, polski grafik, rysownik, plakacista (ur. 1936)
- 1999:
  - Fehmi Agani, albański socjolog, dziennikarz, polityk (ur. 1932)
  - Jan Powierski, polski historyk (ur. 1940)
- 2000:
  - Jerzy Aleksander Braszka, polski aktor (ur. 1932)
  - Jan Lembas, polski polityk, poseł na Sejm PRL (ur. 1914)
- 2001:
  - René Bondoux, francuski florecista (ur. 1905)
  - Julian Janczak, polski historyk (ur. 1931)
  - Jadwiga Mydlarska-Kowal, polska scenografka teatru lalek (ur. 1943)
  - Zoltán Nemere, węgierski szpadzista (ur. 1942)
- 2002:
  - Kazimierz Albin Dobrowolski, polski biolog (ur. 1931)
  - Pim Fortuyn, holenderski polityk (ur. 1948)
  - Bronisław Pawlik, polski aktor (ur. 1926)
- 2003 – Jean Tricart, francuski geograf (ur. 1920)
- 2004 – Barney Kessel, amerykański gitarzysta jazzowy (ur. 1923)
- 2006:
  - Lillian Asplund, Amerykanka, ostatnia żyjąca ocalona pasażerka „Titanica“ (ur. 1906)
  - Konstantin Bieskow, rosyjski piłkarz, trener (ur. 1920)
- 2007 – Marco Corbelli, włoski didżej (ur. 1970)
- 2008:
  - Jan Holender, polski lekkoatleta, chodziarz (ur. 1964)
  - Andrzej Matuszewski, polski artysta, malarz, happener, animator, teoretyk sztuki (ur. 1924)
- 2009:
  - Ean Evans, amerykański basista, członek zespołu Lynyrd Skynyrd (ur. 1960)
  - Walentin Wariennikow, rosyjski generał, polityk (ur. 1923)
- 2010 – Zdzisław Stencel, polski inżynier, polityk, wiceminister rolnictwa (ur. 1936)
- 2011:
  - Georgi Efremow, macedoński biochemik, genetyk, wykładowca akademicki (ur. 1932)
  - Jan Tomasz Hołowiński, polski ekonomista, wykładowca akademicki (ur. 1924)
  - Willy Schäfer, niemiecki aktor (ur. 1933)
  - Michaił Skriabin, rosyjski aktor pochodzenia jakuckiego (ur. 1946)
- 2012:
  - Przemysław Cieślak, polski dziennikarz, wydawca, działacz opozycji antykomunistycznej (ur. 1955)
  - Jean Laplanche, francuski teoretyk psychoanalizy, pisarz (ur. 1924)
  - Tomasz Turczynowicz, polski architekt, artysta plastyk (ur. 1942)
- 2013:
  - Giulio Andreotti, włoski polityk, premier Włoch (ur. 1919)
  - Maria Okońska, polska polonistka, psycholog, uczestniczka powstania warszawskiego (ur. 1920)
  - Waldemar Szysz, polski malarz (ur. 1958)
- 2014:
  - Wil Albeda, holenderski ekonomista, polityk (ur. 1925)
  - Jimmy Ellis, amerykański bokser (ur. 1940)
  - Maria Lassnig, austriacka malarka, artystka medialna (ur. 1919)
  - Farley Mowat, kanadyjski pisarz, ekolog (ur. 1921)
  - Pierre Noblet, belgijski kierowca wyścigowy (ur. 1921/22)
- 2015:
  - Errol Brown, brytyjski wokalista pochodzenia jamajskiego, członek zespołu Hot Chocolate (ur. 1943)
  - Włodzimierz Wilkosz, polski aktor (ur. 1928)
- 2016:
  - Klaus Ampler, niemiecki kolarz szosowy (ur. 1940)
  - Thomas Dieterich, niemiecki prawnik (ur. 1934)
  - Patrick Ekeng, kameruński piłkarz (ur. 1990)
  - Margot Honecker, wschodnioniemiecka polityk (ur. 1927)
  - Zofia Kułakowska, polska neuropediatra, działaczka społeczna (ur. 1929)
  - Larry Pinto de Faria, brazylijski piłkarz (ur. 1932)
  - Lucjan Pracki, polski pułkownika, dziennikarz, publicysta (ur. 1923)
  - Wałerij Zujew, ukraiński piłkarz (ur. 1952)
- 2017:
  - Youssef Anis Abi-Aad, libański duchowny katolicki obrządku maronickiego, arcybiskup Aleppo (ur. 1940)
  - Steven Holcomb, amerykański bobsleista (ur. 1980)
  - Jurij Kiriczenko, rosyjski dyplomata (ur. 1936)
  - Grzegorz Kosma, polski piłkarz ręczny (ur. 1957)
  - Jerzy Kościński, polski działacz i sędzia koszykarski (ur. 1937)
  - Min Bahadur Sherchan, nepalski himalaista (ur. 1931)
  - Hugh Thomas, brytyjski pisarz, historyk (ur. 1931)
- 2018:
  - Leonard Faulkner, australijski duchowny katolicki, arcybiskup Adelaide (ur. 1926)
  - Paolo Ferrari, włoski aktor (ur. 1929)
  - Chalid Muhji ad-Din, egipski major, polityk (ur. 1922)
- 2019:
  - Gjermund Eggen, norweski biegacz narciarski (ur. 1941)
  - Pierre Riché, francuski historyk, mediewista (ur. 1921)
- 2020:
  - Willy Hautvast, holenderski klarnecista, dyrygent, kompozytor (ur. 1932)
  - Brian Howe, brytyjski wokalista rockowy, kompozytor, członek zespołu Bad Company (ur. 1953)
- 2021:
  - Jicchak Arad, izraelski wojskowy, historyk (ur. 1926)
  - Paul Aulagnier, francuski duchowny katolicki (ur. 1943)
  - Basil Bhuriya, indyjski duchowny katolicki, biskup Jhabua (ur. 1956)
  - Carlos Timoteo Griguol, argentyński piłkarz, trener (ur. 1936)
  - Humberto Maturana, chilijski filozof, biolog, fenomenolog, cybernetyk (ur. 1928)
  - Kentarō Miura, japoński autor komiksów (ur. 1966)
  - Bolesław Pawlus, polski śpiewak operowy (tenor) (ur. 1929)
  - Georges Perron, francuski duchowny katolicki, biskup Dżibuti (ur. 1925)
  - Lloyd Price, amerykański piosenkarz (ur. 1933)
  - Christophe Revault, francuski piłkarz (ur. 1972)
- 2022:
  - Alan Gillis, irlandzki rolnik, polityk, eurodeputowany (ur. 1936)
  - Zbigniew Kowal, polski naukowiec, profesor nauk technicznych (ur. 1928)
  - Mirosław Pietrewicz, polski ekonomista, polityk, poseł na Sejm RP, wicepremier, minister skarbu (ur. 1941)
- 2023:
  - Ivan Bizjak, słoweński matematyk, polityk, minister spraw wewnętrznych, minister sprawiedliwości, rzecznik praw obywatelskich (ur. 1956)
  - Vida Blue, amerykański baseballista (ur. 1949)
  - Jacek Kęcik, polski aktor, reżyser i scenarzysta widowisk, programów telewizyjnych, teledysków i reklam (ur. 1958)
  - Eugeniusz Matyjas, polski prawnik, działacz opozycji antykomunistycznej, polityk, wojewoda leszczyński (ur. 1952)
  - Petruška Šustrová, czeska tłumaczka, publicystka, dysydentka, polityk (ur. 1947)
- 2024:
  - Ian Gelder, brytyjski aktor (ur. 1949)
  - Bernard Pivot, francuski dziennikarz, krytyk literacki, prezenter telewizyjny (ur. 1935)
  - Petja Stawrewa, bułgarska dziennikarka, polityk, eurodeputowana (ur. 1977)
  - Jacek Zieliński, polski muzyk, wokalista, kompozytor, członek zespołu Skaldowie (ur. 1946)
- 2025:
  - James Foley, amerykański reżyser i scenarzysta filmowy (ur. 1953)
  - Kaqusha Jashari, kosowska inżynier, polityk (ur. 1946)
  - Brad Knight, amerykański aktor pornograficzny (ur. 1988)
  - Leszek Kordylewski, polski biolog, tłumacz, esperantysta (ur. 1947)
  - Lola Liivat, estońska malarka (ur. 1928)
  - Lucio Manisco, włoski dziennikarz, publicysta, polityk, eurodeputowany (ur. 1928)
  - Joseph Nye, amerykański politolog, badacz stosunków międzynarodowych (ur. 1937)
  - Wałerij Szewczuk, ukraiński pisarz, tłumacz (ur. 1939)